# Jaltenco
Jaltenco er en kommune og by i delstaten Edomex i Mexico. Den har et areal på 47 km2
og et indbyggertal på 26.359 (2005) indbyggere.